# 大塚芳忠
大塚芳忠（日语：／ Ōtsuka Hōchū，1954年5月19日—）是日本的男性聲優、旁白。出身於岡山縣。本名是與藝名漢字相同的 Ōtsuka Yoshitada，隸屬於Crazy Box。

## 人物
- 主要是海外電影和動畫為日語配音，也為綜藝節目或報道作旁白。動畫的電影經常是性格開朗或者天才型的青年，也有神秘的知識分子，冷靜殘忍和輕鬆的反派擔當。
- 西洋電影中是明星傑夫·高布倫和尚-克勞德·范·戴姆的日語配音聲優。在007系列DVD中，是為第四任007提摩西·達頓做日語配音。
- 特攝劇中為數不多的正義方的配音，激走戰隊中的信号人Signal Man，假面騎士電王的天津四，本人也宣稱天津四是自己的代表作之一。
- 相機等機械的愛好者，同時也是愛貓之人。高爾夫技術也是專業級，曾經以自行車為愛好。

## 參與作品
※粗體字表示說明飾演的主要角色。

### 電視動畫
1983年
- 福星小子
- 太空戰神（潘武、軍人C）
- 足球小將翼（早田誠）

1984年
- 牧場上的少女卡特莉（拉斯基〈年輕時代〉）
- 重戰機（ミラウー・キャオ）
- 宇宙奇兵（ダルタス、レーサーに偽装したデスキュラ兵）

1985年
- 機動戰士Z鋼彈（亞桑·蓋布爾）
- 鬼太郎（第3作）（飛脚狸）
- 忍者戰士飛影（グラサン・グリン）
- 高校！奇面组（似蛭田妖、印田灰進、寒然寺藍、春曲土鈍、作者 他）

1986年
- 機動戰士鋼彈ZZ（亞桑·蓋布爾）
- 聖鬥士星矢（海洋·潮）

1987年
- 機甲戰記威龍（達普·歐瑟亞諾）
- 城市獵人（三田、電話声、殺し屋）
- 變形金剛：頭領戰士（ウルトラマグナス、クロスヘアーズ、ウイングスパン 他）
- 妙手小廚師（味吉隆男初代）#4、13、22
- 相聚一刻（中本）

1988年
- 超能力魔美（播報員）
- 美味大挑戰（金三、若吉葉、「鳥玄」主人的兒子、正木、廣田仲夫）
- 城市獵人2（哲）
- 變形金剛：超神 Master Force（地球防衛戦士レインジャー、ビリー、サム）
- 魔神英雄傳（バッド・マックス）

1989年
- 城市獵人3（男）
- 森林大帝（班、喬 其他）
- 變形金剛Ｖ（ガイホーク）
- 以柔克剛（柔道比賽實況轉播員）
- 亂馬½熱鬥篇（銀堂）

1990年
- 超級劍豪傳（錢形／ゼニガタン）#26
- 麵包超人（かつぶしまん）
- 三眼神童（怪盜奧茲瑪）#22
- 歡歡仙子（德古拉）

1991年
- 絕對無敵（蟑螂怪）#41

1992年
- 蠟筆小新（皮耶爾西園、課長、幻覺）
- 大草原上的小天使 灌叢嬰猴（阿特馬尼）
- 元氣小子（マイチャッター）
- 勇者傳說（ラリィ）
- 超時空保姆（横島）

1993年
- 城市風雲兒（小太郎）
- 可愛巧虎島（博士）
- 灌籃高手（仙道彰、堀田德男）
- 忍者亂太郎（古澤仁之進）
- 疾風戰士（喀巴拉／ゲバラ）

1994年
- 機動武鬥傳G GUNDAM（卓波迪·古洛特）

1995年
- 新世紀福音戰士（時田四郎）
- 忍者亂太郎（赤加毛安次郎）

1996年
- 名偵探柯南（誘拐犯）
- 神劍闖江湖（武藤時禎）

1997年
- 怪博士與機器娃娃（小玉）
- 神奇寶貝（阿桔／キョウ）

1998年
- 麵包超人（ふうせんガムキッド〈2代目〉）
- 女惡魔人（アルゴス）
- 婆娑羅（蒼王）

1999年
- 亞歷山大戰記（克利圖斯）
- 大嘴鳥（路克先生）#17
- The Big O（傑森·貝克）
- ∀鋼彈（ギャバン・グーニー）

2000年
- 最遊記（你健一）
- 深藍救兵（米蘭·布魯）
- 暗之末裔（華京院剛）

2001年
- 銀河冒險戰記（浦霞天明）
- NOIR（庫羅德·菲迪）
- 元氣五胞胎（森野家爸爸）
- 地球少女Arjuna（ボブ）
- 宇宙人形17（黑田勇）

2002年
- 白色十字架（田沼將人）
- 火影忍者（自來也）
- 名偵探柯南（番町菊次）
- 翼神世音（九鬼正義）

2003年
- 奇諾之旅（陸）
- 最遊記RELOAD（你健一）
- The Big O（傑森·貝克）
- 星空防衛隊（査察官）
- 音速小子X（レッドパイン）
- 偵探學園Q（良成大木）
- 機魂末世錄（古波藏文憲）
- 坦克王（リーベム・ネクロス）

2004年
- 最遊記RELOADGUNLOCK（你健一）
- 琉球武士瘋雲錄（丈二）#6
- 名偵探柯南（人見松一郎、人見竹彥）#395-396
- ONE PIECE（蒙布朗·諾蘭德）

2005年
- 王牌鑑定人（羅傑·華納）
- 曙光少女（芳忠）
- 鬥牌傳說（山中）
- 學園快樂七福神（北条高時）
- 血戰 BLOOD+（宮城喬治）
- BLEACH（メタスタシア-虛）
- 驚爆危機!The Second Raid（蓋茨）

2006年
- 死亡代理人（記憶介入人）
- KERORO軍曹（涅布拉）
- 星際海盜（布魯斯）
- 009-1（009-0）
- 蒼天之拳（張太炎）
- 名偵探柯南（鍋島勝男）
- 遊戲王GX（艾克斯）

2007年
- 怪物王女（ドラクル公）
- 獵魔戰記（オルセ）
- THE SKULLMAN（石動寛治）
- 火影忍者疾風傳（自來也）
- 交響情人夢（三善竹彥）
- 藍龍（闇）

2008年
- 狼與辛香料（列支敦·馬賀特）
- 假面女僕衛士（金魚）
- 神薙（女僕咖啡店店長）
- 骷髏13（AX-3）
- SOUL EATER（小惡魔）
- 鐵腕女警 DECODE（キンゼル・ハウアー）
- 二十面相少女（教授（柿島耕平））
- 交響情人夢 巴黎篇（三善竹彥）
- 秘密 〜The Revelation〜（長嶺昌親）

2009年
- 銀魂（阿伏兔）
- 天才麻將少女（南浦的爺爺）
- 香格里拉（實子）
- 聖劍鍛造師（歐卡斯塔斯·亞撒）
- 蒼天航路（董卓）
- 哆啦A夢（ケーブ）

2010年
- 荒川爆笑團（小白／白井通）
- 荒川爆笑團 第二季（小白）
- 無頭騎士異聞錄 DuRaRaRa!!（四木）
- 交響情人夢 最終篇（三善竹彥）
- 吊帶襪天使（神秘內褲之星〈第八集〉）
- 迷糊餐廳（伊波真晝的父親）

2011年
- 偶像大師（高木順二朗）
- 銀魂'（阿伏兔）
- 魔法禁書目錄II（左方之地）
- 日常（8號士兵）
- 魔術快斗（Snake）

2012年
- 其中1個是妹妹！（凱爾先生）
- 中二病也要談戀愛！（旁白）

2013年
- 鎖鎖美小姐@不好好努力（月讀神臣）
- 魔王勇者（獨眼司令官）
- 宇宙战舰大和号2199（真田志郎）※2012年起于电影院先行上映
- 宇宙兄弟（皮可·諾頓）
- 心跳！光之美少女（自私國王）
- 八犬傳－東方八犬異聞－（費尼根）

2014年
- 諸神的惡作劇（宙斯·克勞洛斯〈大人〉）
- 三坪房間的侵略者！？（四十萬弛）

2015年
- 無頭騎士異聞錄 DuRaRaRa!!×2 承（四木春也）
- 銀魂°（阿伏兔）
- Chaos Dragon 赤龍戰役（赤龍）
- 無頭騎士異聞錄 DuRaRaRa!!×2 轉（四木春也）
- 迷糊餐廳 第三期（伊波的父親）
- K RETURN OF KINGS（磐舟天雞）

2016年
- 亞人（佐藤）
- 小松先生（聯誼之神）
- Joker Game（霍華德·馬克斯中校）
- 烙印勇士（拉邦將軍）
- D.Gray-man HALLOW（BOOKMAN）
- 文豪Stray Dogs 第2期（夏目漱石）
- 亞人 第二期（佐藤）
- 超自然9人組（鷹栖）

2017年
- 幼女戰記（漢斯·馮·傑圖亞）
- 銀魂.（阿伏兔）
- 愛麗絲與藏六（內藤龍）
- 戀愛暴君（神明）
- 異世界食堂（辰五郎）
- 時間支配者（陛下）
- 3月的獅子 第2期（柳原朔太郎）

2018年
- POP TEAM EPIC（PIPI美（第1話A段））
- 銀河英雄傳說 Die Neue These 邂逅（姆萊）
- 黃金神威（鶴見中尉）
- 高分少女（旁白[1]）
- 關於我轉生變成史萊姆這檔事（大鬼族→白老[2]）
- 殺戮的天使（格雷）
- 佐賀偶像是傳奇（店主）
- 魔法禁書目錄III（左方之地）
- 黃金神威 第2期（鶴見中尉）

2019年
- revisions（尼可拉斯·佐藤）
- Endro～！（租車企鵝）
- 鬼滅之刃（鱗瀧左近次[3]）
- 異世界四重奏（傑圖亞）
- Fairy Gone（馬可·貝爾伍德）
- 卡罗尔与星期二（霍夫纳）
- 文豪Stray Dogs 第3期（夏目漱石）
- 深夜的超自然公務員（韋萊斯）
- COP CRAFT（傑拉達）
- 忍者亂太郎（赤加毛安次郎）
- 機獸戰記 狂野爆發 ZERO（旁白）
- 慕留人-火影忍者新世代-（自來也）
- 刺客守則（布洛薩姆·普利凱特）
- 非洲的動物上班族（虎）

2020年
- 巴比倫（古斯塔夫·盧卡）
- 歌舞伎町夏洛克（埃伯特·特雷瓦）
- 異世界四重奏2（傑圖亞）
- 神之塔 -Tower of God-（海頓[4]）
- 動物新世代 BNA（白水總理）
- LISTENERS 聆聽者（艾斯元帥[5]）
- 邪神與廚二病少女'（賈巴·沃克）
- 文豪與鍊金術師 ～審判的齒輪～（侵蝕者）
- 魔王學院的不適任者～史上最強的魔王始祖，轉生就讀子孫們的學校～（梅魯黑斯·博藍）
- 黃金神威 第3期（鶴見中尉）
- 在魔王城說晚安（基亞波爾特博士）
- 池袋西口公園（南条靖洋）

2021年
- 關於我轉生變成史萊姆這檔事 第2期（白老）
- 奇蛋物語 Wonder Egg Priority（關博士）
- 無職轉生～到了異世界就拿出真本事～（塔爾韓德）
- 佐賀偶像是傳奇 捲土重來（店主／徐福）
- EDENS ZERO 伊甸星原（基極）
- 關於我轉生變成史萊姆這檔事 轉生史萊姆日記（白老）
- 奇巧計程車（笑風亭呑樂）
- 陰晴不定的體操哥哥（神之聲）
- 死神少爺與黑女僕（羅普）
- 我立於百萬生命之上（遊戲管理員）
- 異世界食堂2（辰五郎）
- 海賊王女（老師、真田雪久）
- 名偵探柯南（鬼塚八藏）

2022年
- 最遊記RELOAD -ZEROIN-（你健一／烏哭三藏）
- 薔薇王的葬列（旁白[6]）
- 擅長捉弄人的高木同學3（實況的聲音）
- 相愛相殺（唐尼[7]）
- 朋友遊戲（老師）
- 派對咖孔明（近藤剛）
- 黑之召喚士（里昂）
- 4個人各自有著自己的秘密（旁白[8]、UFO）
- 黃金神威 第4期（鶴見中尉）
- 我想成為影之強者！（魯斯蘭·巴奈特／瘦騎士）
- 聖劍傳說 Legend of Mana -The Teardrop Crystal-（寶石王）
- 福星小子（第2作）（校長）
- 後宮之烏（左丘曜）

2023年
- 魔王學院的不適任者～史上最強的魔王始祖，轉生就讀子孫們的學校～II（梅魯黑斯·博藍）
- 文豪Stray Dogs 第4期（夏目漱石）
- 冰劍的魔術師將要統一世界（ヘンリック＝ファーレンハイト）
- 吸血鬼馬上死2（裏新橫濱）
- 間諜教室（烏維）
- 機戰少女Alice Expansion（磐田宗一郎、旁白）
- 第二次被異世界召喚（露莉的祖父）
- 獻祭公主與獸王（伽羅瓦）
- EDENS ZERO 伊甸星原 第2期（基極）
- 死神少爺與黑女僕 第2期（羅普[9]）
- 七魔劍支配天下（恩里科·佛傑里）
- 哆啦A夢（孟豪森男爵）
- 偶像大師 百萬人演唱會！（高木順二朗[10]）
- 黑暗集會（外星人玩偶的靈／過渡期的御靈）
- 聖劍學院的魔劍使（傑克特）
- 想當冒險者前往都市的女兒成為S級（葛拉漢姆[11]）
- 某大叔的VRMMO活動記（伊古拉翁〈紅龍之王〉[12]）

2024年
- 公主殿下，「拷問」的時間到了（基莫奇[13]）
- 死神少爺與黑女僕 第3期（羅普[14]）
- 魔法科高中的劣等生 第3期（九島烈[15]）
- 關於我轉生變成史萊姆這檔事 第3期（白老[16]）
- 狼與辛香料 MERCHANT MEETS THE WISE WOLF（列支敦·馬賀特[17]）
- 戰隊大失格（佩魯特羅拉[18]）
- 地下城中的人（廉西林治[19]）
- 異世界自殺突擊隊（思考者[20]）
- 杖與劍的魔劍譚（亞隆·馬斯特里亞斯·歐爾德金[21]）
- 村井之戀（旁白[22]）
- 亂馬½（九能校長）

2025年
- 我和班上最討厭的女生結婚了。（北条天龍[23]）
- 中年大叔轉生反派千金（學園長[24]）
- SAKAMOTO DAYS 坂本日常（篁、旁白[25]）
- 地縛少年花子君2（過去[26]）
- 異修羅（星圖羅穆索[27]）
- 賽馬娘 蘆毛灰姑娘（六平銀次郎[28]）
- 水屬性的魔法師（盧溫[29]）
- WITCH WATCH 魔女守護者（不破[30]）
- CITY THE ANIMATION（旁白[31]）
- 銀魂多重宇宙動畫「3年Z班銀八老師」（阿伏兔[32]）

2026年
- 公主殿下，「拷問」的時間到了（第2期）（基莫奇[33]）

時期未定
- 幼女戰記II（傑圖亞[34]）

### OVA
- 最遊記RELOAD -burial-（你健一〈烏哭三蔵〉）
- 亂馬1/2 惡夢!春眠香（九能校長）
- 青之6号（アレッサンドロ・ダビッド）
- 湘南暴走族（瀨島涉）
- 戰鬥妖精雪風（グノー）
- HELLSING（土巴該隱·阿罕布拉中尉）
- 空戰88區（康貝爾）
- 假面騎士電王（デネブ／仮面ライダーゼロノス ベガ／NEW電王 ベガ／デネビックバスター）
- 銀河英雄傳說（カーレ・ウィロック）
- 三隻眼（傑克·麥克唐納德）
- 機械巨神 地球靜止之日（阮小二）
- 足球小將（早田誠、ヘルマン・カルツ）
- 碧奇魂（モッカ）
- 無責任艦長（バルサローム）
- 銀河少女警察系列（コリンズ・ワンセヴン）

1983年
- DALLOS（警察）

2013年
- 人魚又上鉤（懷茲曼）※漫畫第9集附DVD特裝版

2016年
- 亞人（佐藤）※漫畫第9卷附OAD限定版

2017年
- 排球少年！！「特集！赌在春高排球上的青春」（旁白）

### 劇場版
- 城市獵人：海灣城市之戰爭（諾頓的部下）
- 風之谷（多魯美奇亞兵）
- 銀魂劇場版 新譯紅櫻篇（阿伏兔）
- 吸血鬼獵人D（凱爾）
- 火影忍者疾風傳劇場版
  - 火影忍者疾風傳劇場版 牽絆（自來也）
  - 火影忍者疾風傳劇場版 火意志的繼承者（自來也）
  - 火影忍者疾風傳劇場版 失落之塔（自來也）
- 闘将!!拉麺男（比丹）
- 湘南爆走族（瀨島）
- 蠟筆小新
  - 雲黑齋的野心（鬍鬚浪人）
  - 搞怪遊樂園大冒險（瑪卡歐）
- 空中殺手（本田）
- 超劇場版 Keroro軍曹 5 誕生！究極Keroro奇蹟的時空之島！！（ネブラ）
- 天空之城（黑眼鏡〈穆斯卡的部下〉）
- 名偵探柯南 世紀末的魔術師（寒川龍）
- 名偵探福爾摩斯（男子、衛兵）
- 幽遊白書 冥界死鬥篇 火焰的牽絆（黑鵺）
- 翼神世音 多元變奏曲（九鬼正義）
- 雷頓教授與永遠的歌姬（格羅斯基警官）
- 超能力魔美 ～星空的跳舞娃娃～（久保英樹）

2012年
- ONE PIECE FILM Z（Z）

2014年
- 偶像大師 劇場版 前往光輝的另一端！（高木順二朗）
- 宇宙戰艦大和號2199 追憶的航海（真田志郎）
- 宇宙戰艦大和號2199 星巡的方舟（真田志郎）

2015年
- 亞人 -衝動-（佐藤）

2016年
- 新·大雄的日本誕生（厲卡松比）
- 傷物語〈II 熱血篇〉（奇洛金卡達）

2017年
- 宇宙戰艦大和號2202 愛的戰士們（真田志郎）

2018年
- 忍者蝙蝠俠（阿福）

2021年
- 銀魂 THE FINAL（阿伏兔）
- 宇宙戰艦大和號2205 新的旅程（真田志郎）

2022年
- 劇場版 關於我轉生變成史萊姆這檔事 紅蓮之絆篇（白老）

2023年
- 黑色五葉草：魔法帝之劍（愛德華·阿巴拉謝[35]）

2024年
- 傷物語 -曆·吸血鬼-（奇洛金卡達[36]）
- 機動戰士GUNDAM SEED FREEDOM（アレクセイ・コノエ[37]）
- 永遠的大和號 REBEL3199 第一章 黑之侵略（真田志郎[38]）
- 心之觸碰。[39]
- 永遠的大和號 REBEL3199 第二章 赤日之出擊（真田志郎[40]）

2025年
- 凡爾賽玫瑰（路易十五[41]）
- 屁屁偵探電影：星與月（怪盜G[42]）
- 永遠的大和號 REBEL3199 第三章 群青的小行星（真田志郎[43]）
- 愉快動物餅 THE MOVIE（キングゴットン[44]）
- 永遠的大和號 REBEL3199 第四章 水色的少女（真田志郎[45]）

### 網路動畫
2023年
- 鬼武者（松木兼介[46]）
- 与莫芬在一起（莫芬）

2024年
- 範馬刃牙 VS 拳願阿修羅（比斯凱特·歐利巴[47]）
- Fate/Grand Order 搞不懂的藤丸立香 第2期（克里斯托弗·哥伦布）

2025年
- 忍者蝙蝠俠VS極道聯盟（阿福·潘尼沃斯[48]）

### 遊戲
- JoJo的奇妙冒險 (1998年對戰格鬥遊戲)（喬瑟夫·喬斯達〈青年〉／誇耀崇高血統的喬瑟夫）
- JoJo的奇妙冒險 未來的遺產（喬瑟夫·喬斯達〈青年〉／誇耀崇高血統的喬瑟夫）
- 火影忍者全系列（自來也）
- 仁王2 （果心居士）

2003年
- ゲゲゲの鬼太郎 異聞妖怪奇譚吸血鬼－（吸血鬼ラ・セーヌ）
- 翼神世音 蒼穹幻想曲（九鬼正義）

2004年
- 重生傳奇（Walto）

2005年
- 聖鬥士星矢黃道十二宮篇（マリンクロス・潮）
- 第3次超級機器人大戰α 終焉之銀河（亞桑·蓋布爾）

2009年
- 電擊學園RPG：女神的十字架（陸）
- 雷頓教授與魔神之笛（グロスキー警部）

2010年
- 惡魔城：闇影主宰（亡靈法師／ネクロマンサー）
- 王國之心 夢中降生（ブライグ）
- 決勝時刻：黑色行動（ヴィクトル・レズノフ／Viktor Reznov）
- 東京鬼祓師 鴉乃杜學園奇譚（羽鳥清司郎）
- 潛龍諜影：和平行者（蓋爾維玆／Ramón Gálvez Mena）
- 人中之龍4 傳說的繼承者（柴田和夫）

2011年
- 鬼哭街（吳榮成）
- 第2次超級機器人大戰Z（傑森·貝克）

2012年
- エクストルーパーズ（クライス・ラヴェル）
- カースド クルセイド（ジャン・ドゥ・ベール）
- 王國之心 3D ［Dream Drop Distance］（席格巴爾 No.2）
- 戀戰隊 LOVE&PEACE（九樂劍人）
- 新光神話 帕爾提娜之鏡（冥府神黑帝斯／戰車之主）

2014年
- 女友伴身邊（惡牛仔）

2015年
- 人中之龍0（柴田和夫）

2017年
- Fate/Grand Order（克里斯多福・哥倫布）
- 英雄傳說 閃之軌跡III (G·施密特博士、「獵兵王」路嘉•克勞塞爾)

2019年
- 死亡搁浅（心人）
- 寶可夢大師(哈拉)[49]

2020年
- 魔法禁書目錄 幻想收束（左方之地）

### 特攝
- 假面騎士電王（天津四）
- 激走戰隊車連者（信號人Signal Man）
- 假面騎士鎧武（旁白）

### 外片配音
電視/電影
| 年份 | 作品                   | 角色                       | 演員        | 媒介                            |
| ---- | ---------------------- | -------------------------- | ----------- | ------------------------------- |
| 1992 | 黃飛鴻之二：男兒當自強 | 納蘭元述                   | 甄子丹      | 錄影帶版本                      |
| 1993 | 少年黃飛鴻之鐵馬騮     | 黃麒英                     | 甄子丹      | 錄影帶版本                      |
| 1995 | 亞洲警察之高壓線       | 蔣浩華                     | 甄子丹      | DVD版本                         |
| 1997 | 戰狼傳說               | 馮文軒                     | 甄子丹      | 影碟版本                        |
| 1998 | 殺殺人、跳跳舞         | Cat                        | 甄子丹      | DVD版本                         |
| 2008 | 葉問                   | 葉問                       | 甄子丹      | 影碟版本                        |
| 2010 | 葉問2：宗師傳奇        | 葉問                       | 甄子丹      | 影碟版本                        |
| 2013 | 西遊記之大鬧天宮       | 孫悟空                     | 甄子丹      | 影碟版本                        |
| 2013 | 特殊身份               | 陳子龍                     | 甄子丹      | 影碟版本                        |
| 2014 | 一個人的武林           | 夏侯武                     | 甄子丹      | 影碟版本                        |
| 2016 | 臥虎藏龍：青冥寶劍     | 孤狼/孟思昭                | 甄子丹      | Netflix頻道                     |
| 2016 | 葉問3                  | 葉問                       | 甄子丹      | Amazon.JP自選視像               |
| 1986 | 殺妻二人組             | 阿發                       | 周潤發      | 錄影帶版本                      |
| 1987 | 秋天的童話             | 船頭尺                     | 周潤發      | 錄影帶版本                      |
| 1992 | 我愛扭紋柴             | 吳山水                     | 周潤發      | 錄影帶版本                      |
| 1992 | 辣手神探               | 袁浩雲                     | 周潤發      | 富士電視台版                    |
| 2001 | 魔戒首部曲：魔戒現身   | 亞拉岡                     | 維高·摩天臣 | 公映/影碟版本                   |
| 2002 | 魔戒二部曲：雙城奇謀   | 亞拉岡                     | 維高·摩天臣 | 公映/影碟版本                   |
| 2003 | 魔戒三部曲：王者再臨   | 亞拉岡                     | 維高·摩天臣 | 公映/影碟版本                   |
| 1987 | 鐵金剛大戰特務飛龍     | 占士·邦                    | 鐵摩·達頓   | DVD新收錄版本                   |
| 1989 | 鐵金剛勇戰殺人狂魔     | 占士·邦                    | 鐵摩·達頓   | DVD新收錄版本                   |
| 1960 | 七俠蕩寇誌             | Chris Adams                | 尤·伯連納   | 收費頻道 （重新錄製版本）       |
| 1962 | 碧血長天               | Simon Fraser               | 彼得·勞福德 | 東京電視台/DVD版本              |
| 1983 | 奇謀妙計五福星         | 凡士林                     | 秦祥林      | 影碟版本                        |
| 1994 | 三國演義               | 姜維(老年)                 | 樊志起      | NHK-BS2/完整版DVD-BOX版本       |
| 2008 | 黑暗騎士               | 小丑                       | 希斯·萊傑   | 朝日電視台版                    |
| 2010 | 新三國                 | 魏延                       | 王新軍      | 富士/銀河頻道/衛星劇場/影碟版本 |
| 2013 | 黑名单                 | Raymond 「Red」 Reddington | 占士·史柏達 | Super!DramaTV頻道/DVD版本       |

## 外部連結
- Crazy Box公式官網的聲優簡介 （页面存档备份，存于） （日語）